# Jelcz PR100
Jelcz Berliet PR100 – autobus produkcji Jelczańskich Zakładów Samochodowych w Jelczu (obecnie Jelczu-Laskowicach) koło Oławy wytwarzany w latach 1972–1975.

## Historia modelu
W latach siedemdziesiątych XX wieku, Jelczańskie Zakłady Samochodowe – czołowy polski dostawca autobusów – zaczęły poszukiwać następcy dla przestarzałego Jelcza 272 MEX, czyli popularnego „Ogórka”. Po trwających ponad 3 lata negocjacjach i uzgodnieniach, 1 sierpnia 1972 podpisano umowę licencyjną z przeżywającym kłopoty finansowe francuskim Berlietem. Jeszcze w tym samym roku zmontowano w Jelczu 20 autobusów w 95% z części zachodnich (w kolejnych latach produkcji udział polskich części stopniowo zwiększano, co odbiło się niekorzystnie na jakości autobusu). Ponieważ PR 100 nie do końca spełniał wymagania strony polskiej (brak trzecich drzwi, mała pojemność), traktowano go jako model przejściowy już w momencie wprowadzania do produkcji.

## Opis konstrukcji
W momencie wprowadzania modelu do produkcji był on jedną z najnowocześniejszych konstrukcji tego typu na świecie. W przeciwieństwie do wcześniejszych autobusów, nie był budowany na podwoziu ciężarówki, ale zaprojektowany od podstaw.
Komora silnikowa została umieszczona z tyłu pojazdu (podobnie jak w dzisiejszych konstrukcjach), co pozwoliło na obniżenie podłogi w części przedniej i środkowej, czyli w miejscu drzwi. Nadwozie dwudrzwiowe, drzwi przed przednią osią i przed tylną osią.
Autobus posiadał ponadto półautomatyczną skrzynię biegów firmy Wilson, zastąpioną później – ze względu na dużą awaryjność – zwykłą przekładnią manualną tego samego producenta.

## Codzienna eksploatacja
Autobus, chociaż bardzo nowoczesny jak na swoje czasy, nie należał do niezawodnych. Oprócz wspomnianej już półautomatycznej przekładni, posłuszeństwa odmawiały też silniki. Natomiast zły stan dróg w polskich miastach, oraz przeciążenia tych autobusów powodowały częste pękanie delikatnej kratownicy. Największą wadą Jelcza PR 100 okazała się jednak zbyt mała – jak na polskie warunki – pojemność autobusu oraz brak trzecich drzwi za tylną osią, co znacznie utrudniało wymianę pasażerów na przystankach. Dlatego właśnie w 1975 roku zastąpił go nieznacznie wydłużony i ulepszony Jelcz Berliet PR110U.

## Wybrane dane techniczne
| Rodzaj          | Średniopodłogowy                                        |
| Silnik          | Berliet V800, o poj. 8,82 l i mocy 170 KM               |
| Skrzynia biegów | półautomatyczna Wilson 60 ME / manualna Wilson BXSA 108 |